# Cartório (canção)
Cartório é uma canção gravada pela cantora brasileira Claudia Leitte. A canção foi composta por Tierry Coringa e Magno Sant'Anna em sua versão original e com novos versos compostos por Claudia Leitte, sendo produzido pela cantora e por Luciano Pinto.  Foi lançada como single em 2 de novembro de 2014 pela 2T's Entretenimento, servindo como segundo single do extended play Sette (2014).
Em 26 de janeiro de 2015, Claudia anunciou que lançaria uma nova versão da canção com participação do cantor sertanejo Luan Santana. Para a versão com Luan, Claudia compôs novos versos na canção, transformando-a em um dueto. A versão foi lançada como single em 5 de fevereiro de 2015, sendo lançada para download digital em 10 de fevereiro de 2015. Claudia e Luan gravaram o videoclipe durante uma apresentação no Bloco Largadinho no carnaval de Salvador, sendo dirigido por Inês Vergara.
A canção alcançou a primeira posição nas rádios de Salvador segundo dados divulgados pela Crowley Broadcast Analysis para a Billboard Brasil. Foi a quinta canção mais executada pelas mídias durante o carnaval de Salvador em 2015, segundo a MidiaClip.

## Composição e temática
A canção foi composta por Tierry Coringa e Magno Sant'Anna. A dupla também compôs a canção "Foragido" em parceria com Claudia Leitte, estando presente no extended play "Sette". A canção também é conhecida pelo nome de "Tome Cartório (Meu Coração é Seu)", tendo "Meu Coração é Seu" como o seu subtítulo oficial seguindo as regras da Ecad. Durante uma entrevista para a Rádio Disney, Claudia explicou um pouco sobre a letra de Cartório:
"Você não vai pedir o coração do outro ou vai entregar o coração pra alguém só fazendo assim, ”Meu coração é seu, tome”, não! Tem que chegar lá usando todas as ferramentas, tem que ter charme...  Eu sou linda e você não vai conseguir olhar pra ninguém só pra mim. Tome! Sacou?!"
A canção fala sobre um relacionamento onde uma das pessoas maltratava a outra e depois resolve pedir perdão entregando o seu coração.
Em 26 de janeiro de 2015, Claudia Leitte revelou em seu Twitter que compôs novos versos da canção para o Luan Santana gravar: "Gente, cadê Luan???? Fiz uma versão masculina de Cartório, só pra ele cantar comigo! A versão que fiz pra Luan cantar: Você não me amou / E nem soube aceitar / Meus cuidados, meu dom de me dar / Judiou de mim quando eu sofria / Deu valor à uma vida vazia / Mas eu nunca deixei de te amar / E sabia que ia voltar / Você me enlouquece de paixão / E por isso te dou meu perdão!".

## Lançamento
A canção foi disponibilizada para download digital no dia 30 de outubro de 2014 no lançamento do EP "Sette". No mesmo dia Claudia Leitte participou do quadro "De Cara" com Léo Dias, Antônia Fontenelle e Dedé Galvão da rádio FM O Dia para divulgar o extended play e as canções "Matimba", "Cartório" e "Foragido".  No dia 2 de novembro de 2014, a canção estreou no programa "Axé Band" na rádio Band FM.
Em 3 de fevereiro de 2014, foi liberada a pré-venda para o download digital da canção com participação de Luan Santana. A canção foi lançada nas rádios em 5 de fevereiro e sendo lançada para download digital e streaming em 10 de fevereiro de 2015.
"Essa música tem uma cara muito baiana e muito sertaneja também. Foi um convite muito bem-vindo feito pela Claudinha, uma cantora maravilhosa", disse Luan Santana ao ser questionado sobre a canção. A versão com Luan Santana recebeu críticas positivas, sendo divulgado em diversos websites. Para a divulgação da nova versão da canção, Claudia e Luan fizeram uma sessão de perguntas e respostas juntos no Twitter.

## Performances ao vivo
A primeira performance ao vivo da canção aconteceu durante um show da "Sette2 Tour" em Uberaba, Minas Gerais no dia 31 de outubro de 2014. No mesmo show, Claudia dedicou "Cartório" para o cantor Cristiano Araújo. No dia 1 de novembro de 2014 Claudia dividiu os vocais de Cartório com a cantora Alinne Rosa durante um show no Carnalfenas em Alfenas, Minas Gerais. A primeira performance televisionada da canção aconteceu no programa "Altas Horas" e "Música Boa Ao Vivo" (Multishow), onde Claudia apresentou a canção em um medley com "Matimba".
Após o lançamento da versão da canção com Luan Santana, Claudia e Luan apresentaram a canção diversas vezes durante o percurso do Bloco Largadinho em Salvador no dia 16 de fevereiro de 2015. Ambos aproveitaram o momento para gravar o videoclipe de Cartório.

## Desempenho comercial
No dia 22 de janeiro de 2015, a canção alcançou a terceira posição no ranking regional de Salvador da Billboard Brasil, alcançando a primeira posição em 30 de janeiro. A canção permaneceu entre as vinte canções mais compradas da iTunes Store brasileira por semanas, vendendo mais de mil cópias na mesma loja. De acordo com dados do MidiaClip, foi a quinta canção mais executada no carnaval de Salvador em 2015, como base as transmissões de televisão ao vivo locais e na cobertura dos noticiários locais e nacionais. Em maio de 2015, alcançou a terceira posição entre as 40 músicas mais executadas no Brasil na parada "Top40". Na parada da MusikCity, organizada por radialistas de todo o país, a canção debutou na nona posição. De acordo com dados da Connect-Mix entre 1 de janeiro à 31 de março de 2015, a canção acumulou mais de 58 mil execuções nas rádios brasileiras, alcançando mais de 7 mil execuções semanalmente e mesmo assim não entrando para a parada musical da Billboard Brasil por motivos desconhecidos.
Segundo o monitoramento do Ecad, a canção ficou na décima primeira posição entre as musicas mais tocadas nas rádios do nordeste no período de janeiro a março de 2015., período em que a canção se tornou oficialmente a musica do carnaval da cantora. Um novo levantamento do Ecad foi divulgado no mês de outubro, referente as musicas mais tocadas entre abril, maio e junho nas rádios brasileiras. Na região nordeste, Cartório foi a única das apostas do carnaval que se manteve presente no levantamento e subiu para o oitavo lugar Mesmo com os fatos, o single seguiu sem aparecer na parada Hot 100 da Billboard Brasil.
O provável boicote com a canção na parada ganhou destaques na imprensa, destacando a alta posição da canção nas lojas digitais, aumentando a suspeita.
Foi a canção do gênero axé music mais executada no Brasil em 2015, havendo mais de 28 mil execuções no Centro-Oeste, mais de 14 mil no Norte, 60 mil no Nordeste, 64 mil no Sudeste e mais de 46 mil no Sul.

## Outras versões
Antes de Claudia gravar a canção, a banda Vem que Vem, empresariada pelos compositores da canção, gravou "Cartório" sob o título de "Meu Coração é Seu" em versão arrocha, colocando-a em um CD promocional. Os direitos da canção foram vendidos a Claudia Leitte, onde a mesma tomou liberdade para criar um novo arranjo para a canção, sendo elogiada pelos compositores. A banda Aviões do Forró gravou Cartório após Claudia Leitte lançar, colocando-a no repertório dos shows. A banda Forró dos Plays também gravou a canção em um CD promocional. A ex-participante da segunda temporada do The Voice Brasil Carina Mennitto gravou a canção, postando a sua versão no Youtube. A cantora de forró Marcia Fellipe também gravou a canção, apresentando-a em shows.

## Videoclipe

Captura de ecrã do videoclipe.

O videoclipe de Cartório foi rodado no carnaval de Salvador, Bahia, durante o percurso do Bloco Largadinho em 16 de fevereiro de 2015. Foi gravado enquanto Claudia e Luan cantavam Cartório diversas vezes ao logo do percurso. O  vídeo e a fotografia foram dirigidos por Inês Vergara, com quem Claudia trabalhou anteriormente na direção do DVD Ao Vivo em Copacabana e nos documentários "Meu Nome é Claudia Leitte" e "Trilhos Fortes". Claudia foi responsável pela direção artística e Alceu Neto responsável pela direção de arte. Estreou no dia 16 de abril de 2015 no programa TVZ do canal pago Multishow, sendo exibido outras vezes ao longo do programa. A estreia na Multishow teve comentários de Claudia e Luan ao vivo pelo Twitter. Após a estreia na Multishow, Claudia postou o videoclipe completo em seu Twitter. Estreou na TV aberta no dia 17 de abril no Vídeo Show da Rede Globo, junto com seu lançamento no Youtube.
Antes do lançamento, Claudia divulgou em seu Twitter nos dias 13 e 15 de abril duas prévias do videoclipe. Além disso, as redes sociais da cantora foram personalizadas com banners de divulgação. Foi o videoclipe mais pedido de 26 de abril a 2 de maio de 2015 no TVZ.
O videoclipe começa com um depoimento onde Claudia Leitte fala sobre o percurso feito por seu bloco no Carnaval, seguido de imagens de fãs homenageando Claudia. Depois aparece depoimentos de Luan Santana e Claudia sobre seus fãs. Após os depoimentos, a canção inicia enquanto é mostrado diversos momentos de Claudia no carnaval de Salvador de 2015. No meio do refrão a canção é interrompida com fãs cantando "Cartório", e, Claudia e Luan cantando o refrão no camarim. O final do clipe mostra fãs se declarando para Claudia, sendo encerrado com Claudia falando com o público sobre o videoclipe.

## Formatos e faixas
- Single digital[7]

1. "Cartório" (participação de Luan Santana) - 2:48

## Desempenho nos charts musicais
| Parada (2015)                                | Melhor posição |
| -------------------------------------------- | -------------- |
| Billboard Brasil Regional Salvador Hot Songs | 1              |

## Créditos

### Canção
- Claudia Leitte — vocal, arranjo, direção musical, composição
- Luciano Pinto — arranjo, direção musical, produção musical, teclado, programação
- Buguelo — bateria
- Alan Moraes — baixo
- Fabinho Alcântara — guitarra
- Nivaldo Cerqueira — arranjo de metais, metais
- Gilberto — trompete
- Ferreirinha — trombone
- Joelma — vocal de apoio
- Gil Alves — vocal de apoio
- Durval Luz — arranjo de percussão, percussão
- Nino Balla — percussão
- Bruce — percussão
- Deny Mercês — engenheiro de áudio
- Alex Reis — engenheiro de áudio
- Ramos — engenheiro de áudio
- Luis Lacerda — edição
- Tonho — equipe técnica
- Ricardo — equipe técnica

### Videoclipe
- Inês Vergara — direção de vídeo, direção de fotografia
- Claudia Leitte — direção artística
- Alceu Neto — direção de arte

## Histórico de lançamento
| Região | Data                    | Formato(s)                            | Gravadora           |
| ------ | ----------------------- | ------------------------------------- | ------------------- |
| Mundo  | 30 de outubro de 2014   | download digital                      | 2T's Entretenimento |
| Brasil | 2 de novembro de 2014   | rádio                                 | 2T's Entretenimento |
| Brasil | 5 de fevereiro de 2015  | rádio - part. Luan Santana            | 2T's Entretenimento |
| Brasil | 10 de fevereiro de 2015 | download digital - part. Luan Santana | 2T's Entretenimento |
| Brasil | 16 de abril de 2015     | videoclipe - part. Luan Santana       | 2T's Entretenimento |